# 第1號鋼琴四重奏 (莫扎特)
G小調第1號鋼琴四重奏，作品號K. 478，是沃尔夫冈·阿马德乌斯·莫扎特寫於1785年的室內樂作品。

## 背景
根據Georg Nikolaus von Nissen（莫扎特初版傳記的作者，康絲旦采的第2任丈夫）的記載，莫扎特受維也納樂譜出版商法蘭茨·霍夫邁斯特之邀，寫作一組三首的鋼琴四重奏創作（一說為六首）。當時莫扎特正忙於《费加罗》，不過他亦有急迫的金錢需求，故答允了霍夫邁斯特的要求。

### 出版
手稿顯示，作品完成於1785年10月16日（16 d'ottobre 1765），霍夫邁斯特則在12月出版了這首K. 478四重奏。之後，由於K. 478的銷售成績不佳，霍夫邁斯特便拒絕再出版其餘五首作品。
根據Nissen所述，霍夫邁斯特認為K. 478的難度過高，對於主要以業餘演奏者為主的室內樂市場來說不甚適合，這亦是他婉拒出版其他作品的原因之一。傳言霍夫邁斯特甚至願意補償莫扎特的經濟損失，以換取他不再繼續寫作此類作品。出版於威瑪的期刊《Journal des Luxus und der Moden》紀載了霍夫邁斯特的看法（1788年6月）：「若讓能力有限的人演奏，只怕連四個小節都撐不過去，便會解體⋯⋯由訓練有素的演奏家研讀後所進行的演出，將帶來截然不同的感受。」 這點反應了莫扎特在生前便有的名聲，即做為一名極為傑出的作曲者，他的作品經常具有較高的技術難度。此外，鋼琴四重奏在當時仍是少見的曲類，其能見度有限，也限制了樂譜的銷路──值得一提的是，貝多芬在1785年也完成了三首同樣體裁的作品，當時他15歲，但這些作品在貝多芬生前也未得到出版。
在莫扎特過世後，樂譜商約翰·安德雷將K. 478改編為弦樂五重奏的形式，這個改編得到了較好的市場反應。

## 分析
本曲共三個樂章：
1. 快板（Allegro）
2. 行板（Andante）
3. 快板輪旋曲（Rondo. Allegro）

莫扎特對這首曲子的情有獨鍾，可以從他將其中的主題移植至其他作品的現象得到側証。在E♭大調單簧管三重奏（K. 498）的終曲樂章中，使用了本曲第1樂章的次要主題。此外D大調輪旋曲（K. 485）則再現了本曲第3樂章的相似素材。
本曲1785年12月出版時所使用的標題為「為羽管鍵琴（或古鋼琴）、小提琴、中提琴和低音所作的四重奏」，其中對鍵盤樂器的指陳引起了專家的興趣。在18世紀晚期，羽管鍵琴仍盛行於歐洲各地，不過若細察莫扎特在曲中的安排，可以推測他心中所想極可能是使用於協奏曲的維也納式鋼琴。學者Basil Smallman則認為，以K. 478的風格來說，現代鋼琴「亦是相當合適的替代方案」。

### 莫扎特與G小調
多數莫扎特筆下的G小調作品（e.g. 弦樂五重奏K. 516、第40號交響曲K. 550）皆具有獨特的感徵，這個現象已為所有莫扎特學者所認可。而在這些G小調作品中，K. 478可能是最早期的成熟範例。

## 外部連結
- 《第1號鋼琴四重奏 (莫扎特)》：谱子和报道（德语），《莫扎特全集》
- 第1號鋼琴四重奏 (莫扎特)：国际乐谱典藏计划上的乐谱